# Campobello
Campobello és una població dels Estats Units a l'estat de Carolina del Sud. Segons el cens del 2000 tenia 449 habitants.

## Demografia
Segons el cens del 2000, Campobello tenia 449 habitants, 160 habitatges i 124 famílies. La densitat de població era de 201,6 habitants/km².
Dels 160 habitatges en un 33,8% hi vivien nens de menys de 18 anys, en un 61,3% hi vivien parelles casades, en un 15% dones solteres, i en un 22,5% no eren unitats familiars. En el 18,8% dels habitatges hi vivien persones soles l'11,3% de les quals corresponia a persones de 65 anys o més que vivien soles. El nombre mitjà de persones vivint en cada habitatge era de 2,76 i el nombre mitjà de persones que vivien en cada família era de 3,18.
Per edats la població es repartia de la següent manera: un 25,8% tenia menys de 18 anys, un 8,2% entre 18 i 24, un 25,4% entre 25 i 44, un 26,9% de 45 a 60 i un 13,6% 65 anys o més.
L'edat mediana era de 40 anys. Per cada 100 dones de 18 o més anys hi havia 88,1 homes.
La renda mediana per habitatge era de 36.250 $ i la renda mediana per família de 41.250 $. Els homes tenien una renda mediana de 29.500 $ mentre que les dones 21.875 $. La renda per capita de la població era de 15.904 $. Entorn del 3,1% de les famílies i el 5,2% de la població estaven per davall del llindar de pobresa.

## Poblacions més properes
El següent diagrama mostra les poblacions més properes.